# Вриколакас
Вриколакас (ворволакас, вурдулакас, греч. βρυκόλακας ή βρικόλακας, произносится Таблица МФА для греческого языка) — вид зловредной нежити в греческом фольклоре. Имеет сходство со многими вымышленными существами, но, как правило, приравнивается к вампиру из фольклора соседних славянских стран. Хотя они и похожи, кровопийцы лишь незначительно связаны с вриколакасами. В русской традиции может переводиться как вриколакос. На Крите могут называться катакано.

## Этимология
Слово происходит от болгарского върколак. Термин имеет аналоги во мгногих других славянских языках, напр., русский волколак, сербский вукодлак, польский wilkołak и пр., и в заимствованных из них литовском (vilkolakis) и румынском (vârcolac) языках. Термин является составным словом, производным от вълк (vâlk)/вук (vuk), «волк» и длака, «(прядь) волос» (то есть имеющий волосы, или мех, волк), и первоначально означало «оборотень» (в приведенных языках этот смысл сохранился). Примечательно также, что в рассказе XVIII в. «Вриколокас» Питтона де Турнефора автор ссылается на существа как на «оборотней» (loups-garous), что также могло переводиться как бука То же самое слово (в форме «вукодлак») стало использоваться в значении «вампир» в фольклоре Западной Сербии, Боснии и Герцеговины и Черногории (в то время как термин «вампир» чаще встречается в Восточной Сербии и Болгарии). Два этих понятия, по всей видимости, смешались. Даже в Болгарии общий фольклор, как правило, описывает върколака как подвид вампира без каких-либо волчьих черт. Можно также отметить, что в санскрите слово волк — это vṛ́ka (произносится как врика).
Считается, что от искаженного общеславянского термина в русском языке произошло также название другого вида вампиров — вурдалаков.

## Особенности
Греки обычно считали, что человек может стать вриколакасом после смерти по многим причинам: из-за святотатственного образа жизни, отлучения от церкви, погребения в неосвященную землю, из-за того, что непогребенный труп перепрыгнула кошка или мертвец ел мясо барана, раненного волком или оборотнем. Некоторые полагали, что вампиром после смерти мог стать и волколак, и сохранить волчьи клыки, волосатые ладони и горящие глаза, что у него были при жизни.
Тело вриколакаса имеет те же отличительные особенности, что тела вампиров в балканском фольклоре. Они не разлагаются, а набухают и толстеют от выпитой крови, и могут даже стать «как барабан», они очень большие, имеют румяные щеки, и, согласно одному рассказу, «свежи и сыты новой кровью». В старом фольклоре Сербии и прилегающих районов вампирами считались рыжеволосые сероглазые люди. Деятельность вриколакаса почти всегда вредоносная, простирающаяся от простого выхода из могил и «блуждания», вызывающего полтергейстные явления, и до распространения чумы и мора. Среди всего прочего, существо стучится в двери домов и выкликивает имена жителей. Не получив ответа, оно уходит, не причинив никакого вреда. Если же кто-то ответит через дверь, через несколько дней он умрет и тоже станет вриколакасом. По этой причине, даже в настоящее время в некоторых греческих деревнях существует суеверие, что не следует отвечать через дверь до второго стука. Также легенды рассказывают, что вриколакас давит или душит спящего, сидя на них, так же, как мара или инкуб (ср. сонный паралич) — так же, как это делает вампир в болгарском фольклоре.
Поскольку, если вриколакаса оставить в покое, он становится все более и более мощным, следует уничтожить его тело. По некоторым сведениям, это может быть сделано только в субботу, единственный день, когда вриколакас лежит в его могиле (так же, болгарские вампиры). Это можно сделать разными способами, наиболее распространенные из которых экзорцизм, протыкание колом, обезглавливание, расчленение и особенно кремация подозреваемого трупа, так, чтобы оно было освобождено от нежити, и его жертвы были в безопасности.
Считается, что вриколакас не умеет плавать, поэтому их часто хоронили на отдельных пустынных островах.

## Апотропическая магия
Апотропическая магия представляет собой предметы или ритуалы для того, чтобы не позволить недавно умершему человеку превратиться в нежить или чем-нибудь занять его, чтобы он не вредил живым. Широко распространено было хоронить труп вверх ногами, а также оставлять около могилы земные объекты, например, косы или серпы, чтобы удовлетворить демонов, входящих в тело, или чтобы задобрить мертвого, чтобы он не хотел вставать из гроба. Этот метод напоминает древнегреческую практику размещения обола во рту трупа в качестве платы за пересечение в подземном мире реки Стикс; утверждалось также, что на самом деле монета нужна для того, чтобы отгонять от тела злых духов, и это могло повлиять на вампирский фольклор. Эта традиция сохраняется в современном греческом фольклоре, связанном с вриколакасом: на трупе размещается восковой крест и кусок керамики с надписью «Иисус Христос побеждает», чтобы тело не превратилось в вампира. В Европе широко практиковались и иные методы, такие, как перерезание коленных сухожилий или размещение на месте могилы предполагаемого вампира маковых семян, пшена или песка; это делалось для того, чтоб занять вампира подсчетом упавших зерен из расчета в одно зерно в год, что указывает на связь вампиров с арифмоманией. Аналогичные китайские повествования говорят, что если вампироподобная сущность наткнется на мешок с рисом, он пересчитает все зерна; этот мотив повсеместен от мифов Индийского субконтинента до южноамериканских сказок про ведьм и прочих злых или проказливых духов и существ.

## Вриколакасы и западная культура
Первые западные рассказы о вере во вриколакасов датируются серединой XVII в. в сочинениях Льва Аллация (De quorundam Graecorum Opinationibus, 1645), и св. отца Франсуа Ришара (Relation de l’Isle de Sant-erini, 1657), которые склонны подтверждать эти истории. В 1718 стал знаменитым рассказ французского путешественника Жозефа Питтона де Турнефора, который был свидетелем эксгумации и «убийства» подозреваемого вриколакаса на острове Миконос в 1701 году. Греческих вриколакасов отождествили со славянскими вампирами уже в известной дискуссии о вампирах в XVIII в., о чём говорит Иоганн Генрих Зедлер в энциклопедии Grosses vollständiges Universal-Lexicon (1732—1754).
При переводе на греческий язык фильмов про вампиров и т. п. стало нормой переводить «вампира» как «вриколакас». Современные греки, выросшие на кинопродукции Голливуда, при упоминании вриколакаса будут, скорее всего, с равной вероятностью, если не чаще, думать о Дракуле, а не о традиционном греческом чудовище.
Один из немногих примеров вриколакаса или ворволака в поп-искусстве и медиа — в фильме ужасов «Остров мертвых» с Борисом Карлоффом. Фильм режиссёра Марка Робсона и легендарного продюсера фильмов ужасов Вэла Льютона рассказывает о группе людей на маленьком острове, чьи жизни находятся под угрозой из-за чего-то, что некоторые считают чумой, а прочие — работой ворволака.
При археологических раскопках в столице Лесбоса Митилини в 1994 г. были обнаружены два захоронения вриколакасов на старых кладбищах. Оба были мужчинами среднего возраста, похороненными в специальных склепах с 20-сантиметровыми шипами в шее, пахе и лодыжках, типичным балканским методом борьбы с подозреваемой нечистью. Британский вице-консул Чарльз Ньютон в своих «путешествиях и открытиях в Леванте» упоминает остров у берегов Лесбоса, на котором современные ему греки (1850-е) хоронили своих вриколакасов.